# Cantón de Nuits-Saint-Georges
El Cantón de Nuits-Saint-Georges es una división administrativa francesa, situada en el departamento de Côte-d'Or y la región Borgoña.
Su consejero general es Pierre-Alexandre Privolt.

## Geografía
Este cantón está organizado alrededor de Nuits-Saint-Georges en el distrito de Beaune. Su altitud varía de 183 m (Villy-le-Moutier) a 607 m (Fussey) con una altitud media de 246 m.

## Composición
El Cantón de Nuits-Saint-Georges agrupa 25 comunas:
- Agencourt
- Arcenant
- Argilly
- Boncourt-le-Bois
- Chaux
- Comblanchien
- Corgoloin
- Flagey-Echézeaux
- Fussey
- Gerland
- Gilly-lès-Cîteaux
- Magny-lès-Villers
- Marey-lès-Fussey
- Meuilley
- Nuits-Saint-Georges
- Premeaux-Prissey
- Quincey
- Saint-Bernard
- Saint-Nicolas-lès-Cîteaux
- Villars-Fontaine
- Villebichot
- Villers-la-Faye
- Villy-le-Moutier
- Vosne-Romanée
- Vougeot

## Demografía
| 10 596 | 11 321 | 11 854 | 12 773 | 13 790 | 14 382 | 15 310 |
| Para los censos de 1962 a 1999 la población legal corresponde a la población sin duplicidades (Fuente: INSEE [Consultar]) |        |        |        |        |        |        |